# No Life 'Til Leather
No Life 'Til Leather är Metallicas första egentliga demo, inspelad i juli 1982.
Alla låtarna på demon återfanns senare på albumet Kill 'em All (1983). Dave Mustaines låt "The Mechanix" återfinns på albumet under namnet "The Four Horsemen", trots att Mustaine då hade sparkats från bandet. "The Four Horsemen" var en längre version av "The Mechanix" och James Hetfield hade bland annat skrivit om texten och lagt till ett mellanspel vilket gjorde låten nästan 3 minuter längre. "The Mechanix" finns på Megadeths första album Killing Is My Business... And Business Is Good!.

## Låtlista
1. "Hit the Lights" - 4:23
2. "Jump in the Fire" - 3:50
3. "The Mechanix" - 4:30
4. "Motorbreath" - 3:19
5. "Seek & Destroy" - 4:57
6. "Phantom Lord" - 3:34
7. "Metal Militia" - 5:15